# Freccia del Brabante 1983
La Freccia del Brabante 1983, ventitreesima edizione della corsa, si svolse il 27 marzo su un percorso di 166 km, con partenza a Sint-Genesius-Rode e arrivo ad Alsemberg. Fu vinta dal belga Eddy Planckaert della squadra Splendor-Euro Shop davanti ai connazionali Rudy Matthijs e Fons De Wolf.

## Ordine d'arrivo (Top 10)
| Pos. | Corridore           | Squadra                       | Tempo    |
| ---- | ------------------- | ----------------------------- | -------- |
| 1    | Eddy Planckaert     | Splendor-Euro Shop            | 4h00'00" |
| 2    | Rudy Matthijs       | Boule d'Or-Colnago            | a 15"    |
| 3    | Fons De Wolf        | Bianchi-Piaggio               | a 22"    |
| 4    | Ludo Peeters        | TI-Raleigh-Campagnolo         | s.t.     |
| 5    | Johan van der Velde | TI-Raleigh-Campagnolo         | a 1'32"  |
| 6    | Patrick Versluys    | Splendor-Euro Shop            | a 1'48"  |
| 7    | Acácio da Silva     | Eorotex-Magniflex             | s.t.     |
| 8    | Roger De Cnijf      | Boule d'Or-Colnago            | a 2'30"  |
| 9    | Luc Colijn          | Fangio-Tonissteiner-OM Trucks | a 3'13"  |
| 10   | Ludo De Keulenaer   | TI-Raleigh-Campagnolo         | s.t.     |